# أطياف بانتام
أطياف بانتام (بالإنجليزية: Bantam Spectra)‏ هو قسم الخيال العلمي في شركة النشر الأمريكية كتب بانتام، المملوكة من قبل رندم هاوس.